# 162011 Konnohmaru
162011 Konnohmaru è un asteroide Amor. Scoperto nel 1994, presenta un'orbita caratterizzata da un semiasse maggiore pari a 2,8271816 UA e da un'eccentricità di 0,5994350, inclinata di 4,56032° rispetto all'eclittica.